# Attacus tonkiensis
Attacus tonkiensis är en fjärilsart som beskrevs av Eugène Louis Bouvier 1936. Attacus tonkiensis ingår i släktet Attacus och familjen påfågelsspinnare. Inga underarter finns listade i Catalogue of Life.